# Географија Венецуеле
На истоку око језера Маракаибо и у средишњем делу западно од реке Ориноко рељеф је низијски. На крајњем западу земље уз колумбијску границу, затим дуж већег дела обале и између споменутих низина пружају се најсевернији огранци Анда у којима надморска висина досеже 5007 m (Боливаров врх). Источно од Оринока рељеф се уздиже према југу и истоку и чини западни део Гвајанских планина у којима се налази Анђеоски водопад, највиши на свету (пад воде је 979 m).
Клима Венезуеле је тропска, углавном влажна и врућа, нешто блажа само у планинским пределима. Највећа река је Ориноко који утиче у Карипско море великом делтом.